# Citation (travhäst)
Citation, född 20 april 2001 i USA, är en amerikansk varmblodig travhäst. Han inledde karriären i Nordamerika. Han importerades till Sverige 2005, där han tränades av Stig H. Johansson (2005–2008) och senare  Lutfi Kolgjini (2009–2009). Han kördes av Erik Adielsson.
Citation tävlade åren 2003–2009 och sprang in 6 miljoner kronor på 45 starter varav 15 segrar. Bland hans främsta meriter räknas segrarna i Hugo Åbergs Memorial (2006), Årjängs Stora Sprinterlopp (2007) och Jubileumspokalen (2007).
Han deltog i Elitloppet på Solvalla vid tre raka tillfällen (2006, 2007, 2008). Han tog sin bästa placering i 2007 års upplaga, då han vann sitt försökslopp och kvalificerade sig för finalen. I finalen slutade han oplacerad som sjua.